# Alan Keef

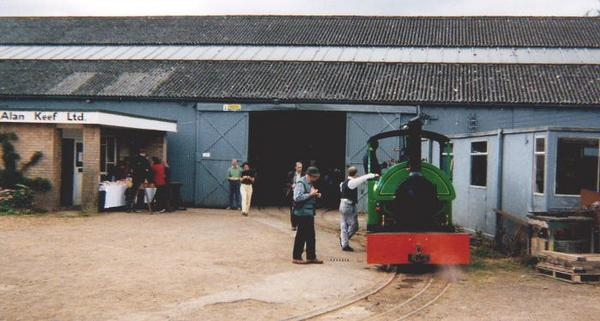
Alan Keef’s Fabrik in Lea mit der Dampflokomotive Woto am Tag der offenen Tür 1999

Alan Keef Ltd ist ein britischer Schmalspurbahn-Hersteller, der Lokomotiven, Wagen und Zubehör konstruiert, herstellt, wartet, generalüberholt und verkauft.

## Geschichte

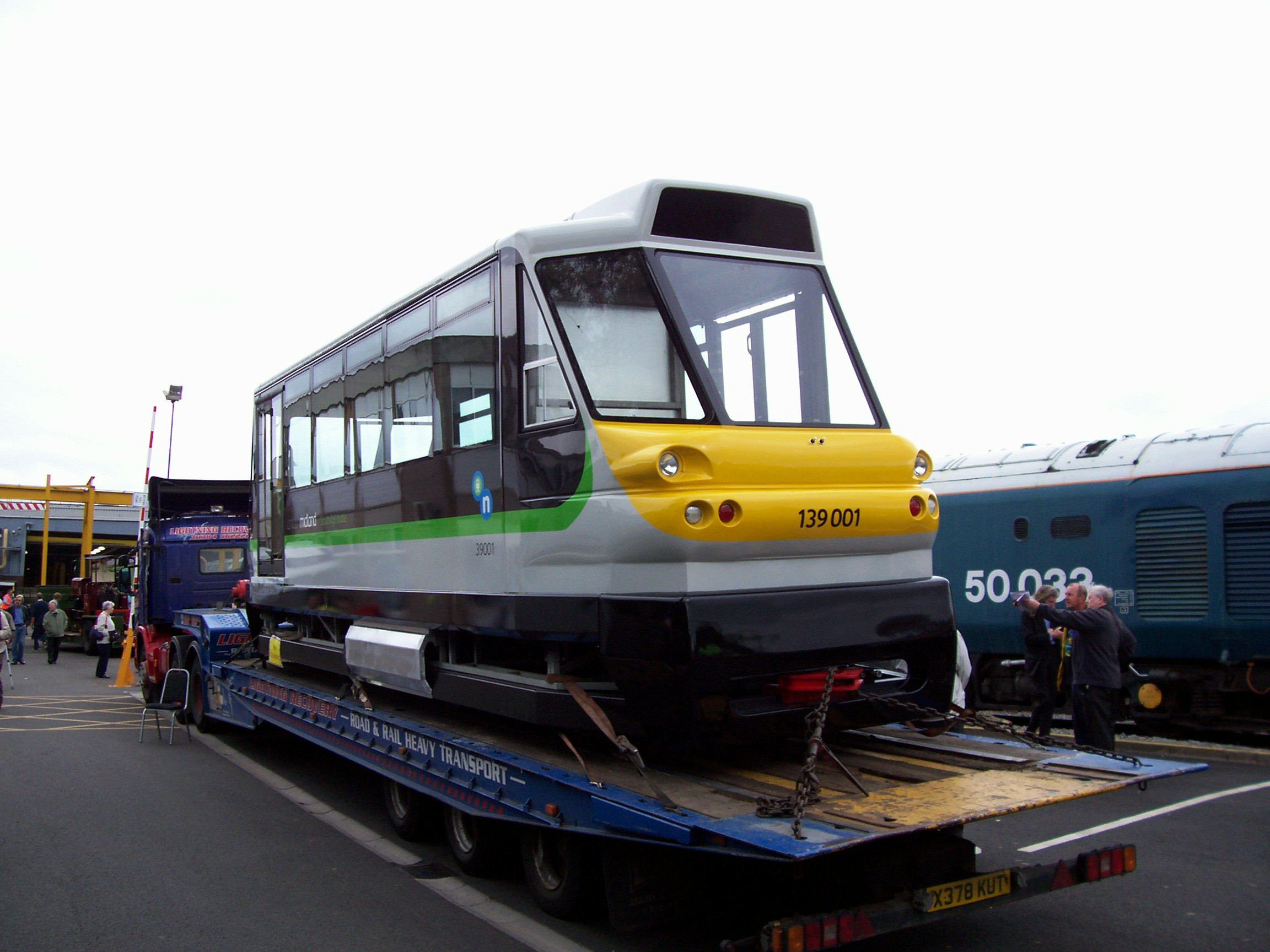
Parry People Mover 139 001

Die Firma wurde 1975 als Kapitalgesellschaft mit beschränkter Haftung in Cote bei Bampton in Oxfordshire gegründet und setzte fort, worauf sich Alan Keef in eigenem Namen bereits für mehrere Jahre spezialisiert hatte. Im Jahr 1986 zog das Unternehmen in ein größeres Fabrikgebäude in Lea, bei Ross-on-Wye in Herefordshire um.
Die erste Lokomotive wurde 1976 gebaut. Bis 2008 wurden über 80 Dampf-, Diesel- und Elektrolokomotiven hergestellt. Die meisten davon sind Miniatur- oder Schmalspurlokomotiven mit Ausnahme von zwei Normalspurlokomotiven für das Beamish Museum: Die Replikas von Steam Elephant und Puffing Billy. Im Jahr 2008 baute Alan Keef Ltd die Rahmen, Radsätze und Antriebe für zwei Parry-People-Mover-Schienenbusse für die Stourbridge Town Branch Line (139 001 und 139 002). Einige Lokomotiven von Alan Keef sind Replikas von Dampfloks, die aber über Dieselmotoren angetrieben werden. Diese sind in der unten aufgelisteten Tabelle als steam outline (s/o) gekennzeichnet.
Im Jahr 1987 übernahm das Unternehmen die Fertigung von Motor-Rail-Lokomotiven.
Alan Keef restaurierte einige historisch wertvolle Lokomotiven einschließlich der Baldwin Class 10-12-D Lokomotive Nr. 778, die jetzt auf der Leighton Buzzard Light Railway eingesetzt wird, und der Nr. 794 von der Welsh Highland Heritage Railway, die auch als Nr. 590 geführt wird.
Beim jeweiligen Tag der offenen Tür im September auf dem Gelände von Alan Keef können die Besucher auf den fest verlegten 2 und 3 Fuß-Schmalspurgleisen Rollmaterial von verschiedenen Ausstellern sowie den hauseigeinen Fuhrpark besichtigen und benutzen.

## Neu- und nachgebaute Lokomotiven
| Seriennummer | Baujahr                                                   | Nummer/ Name           | Achs- folge    | Spur- weite              | Klasse                                                                      | Kunde(n) | Bemerkungen | Bild                |
| ------------ | --------------------------------------------------------- | ---------------------- | -------------- | ------------------------ | --------------------------------------------------------------------------- | --- | --- | ------------------- |
| 1            | 1974                                                      | Trixie                 | 0-4-0ST OC     | 610 mm (2 Fuß)           | Trixie                                                                      | Ab 5. Sept. 1974 in Cote in Betrieb. Im Januar 1975 an die Merion Mill Railway verkauft. 1976 an Alan Keef zurückgeliefert. Weiterverkauf an Rail Rebecq in Belgien unter dem Namen Paula. Jetzt bei der Tacot des Lacs railway, Frankreich. | Alan Keef Ltd hat die Lok weitestgehend konstruiert aber nicht gebaut. Der Hersteller war Trevor Barber, der frühere Manager der Whipsnade and Umfolozi Railway. |                     |
| 2            | 1976                                                      | Skippy                 | 4wDM           | 610 mm (2 Fuß)           | Motorisierter Kipper                                                        | | [ 3 ] |                     |
| 3            |                                                           |                        |                |                          |                                                                             | | |                     |
| 4            | 1979                                                      |                        | 4wDM           | 610 mm (2 Fuß)           |                                                                             | Wilmslow Peat Farm | Außer Betrieb |                     |
| 5            | 1979                                                      |                        | 4wDM           | 610 mm (2 Fuß)           |                                                                             | William Sinclair Horticulture Ltd. Jetzt bei der Highland Light Railway. | Außer Betrieb | www.uklocos.com/... |
| 6            | 1981                                                      |                        | 4wDM           | 610 mm (2 Fuß)           |                                                                             | In Privatbesitz | [ 3 ] |                     |
| 7            | 1982                                                      | BARBIE                 | 4wDM           | 533 mm (21 Zoll)         |                                                                             | Pleasure Beach Railway, Blackpool | [ 3 ] |                     |
| 8            | 1982                                                      | T2 SALLY               | 4wDH           | 610 mm (2 Fuß)           |                                                                             | William Sinclair Horticulture Ltd | Außer Betrieb |                     |
| 9            |                                                           |                        | 4wDH           | 610 mm (2 Fuß)           |                                                                             | Leemspoor Narrow Gauge Museum, Niederlande | [ 5 ] [ 6 ] |                     |
| 10           | 1983                                                      | 5 ALISON               | 4wDH           | 610 mm (2 Fuß)           |                                                                             | Gartell Light Railway | [ 3 ] |                     |
| 11           | 1984                                                      | IVOR                   | 4wDH s/o       | 610 mm (2 Fuß)           |                                                                             | Thorpe Park | [ 3 ] |                     |
| 12           | 1984                                                      | SIR GEORGE             | 4wDH s/o       | 610 mm (2 Fuß)           |                                                                             | Greenlea Light Railway | [ 3 ] |                     |
| 13R          | 1984                                                      |                        | 4wDH           | 381 mm (15 Zoll)         | Ruston & Hornsby 452280 Generalüberholung                                   | Evesham Vale Light Railway | [ 3 ] |                     |
| 14           | 1984                                                      |                        | 4wDH s/o       | 610 mm (2 Fuß)           |                                                                             | John Redden's Scrapyard, Wellingborough | [ 7 ] |                     |
| 15           | 1984                                                      |                        | 4wDH           | 610 mm (2 Fuß)           |                                                                             | Indien | [ 8 ] |                     |
| 16           | 1985                                                      | WEASEL                 | 0-6-0DH s/o    | 260 mm (10,24 Zoll)      | Replik einer Wisbech & Upwell Tramway Lokomotive                            | Wells & Walsingham Light Railway | [ 9 ] |                     |
| 17           | 1985                                                      | 3                      | 0-4-0DH s/o    | 610 mm (2 Fuß)           |                                                                             | Cotswold Wild Life Park Railway | [ 3 ] |                     |
| 18           | 1985                                                      | 05 581                 | 4wDH           | 610 mm (2 Fuß)           |                                                                             | William Sinclair Horticulture Ltd | [ 3 ] |                     |
| 19           | 1985                                                      | JEFFREY                | 4wDH           | 610 mm (2 Fuß)           |                                                                             | William Sinclair Horticulture Ltd | [ 3 ] |                     |
| 20R          | 1986                                                      |                        | 4wDM           | 610 mm (2 Fuß)           | Ruston & Hornsby 283513 Generalüberholung                                   | William Sinclair Horticulture Ltd., jetzt bei der Highland Light Railway. | Dismantled |                     |
| 21           | 1987                                                      | 05/582                 | 4wDH           | 762 mm (2 Fuß 6 Zoll)    |                                                                             | Chemring Energetics UK Ltd | [ 3 ] |                     |
| 22           | 1987                                                      | 05/583                 | 4wDH           | 762 mm (2 Fuß 6 Zoll)    |                                                                             | Chemring Energetics UK Ltd | [ 3 ] |                     |
| 23           | 1988                                                      | 3 JACK                 | 0-4-0DH s/o    | 610 mm (2 Fuß)           |                                                                             | East Hayling Light Railway | [ 3 ] |                     |
| 24           | 1988                                                      |                        | DH             |                          | U-series                                                                    | Kyung Dong Coal Mine, Korea | [ 10 ] |                     |
| 25           | 1988                                                      |                        | DH             |                          | U-series                                                                    | Kyung Dong Coal Mine, Korea | [ 10 ] |                     |
| 26           | 1988                                                      |                        | 4wDM           | 610 mm (2 Fuß)           | 40S                                                                         | William Sinclair Horticulture Ltd | Außer Betrieb |                     |
| 27           |                                                           |                        |                |                          |                                                                             | | |                     |
| 28           | 1989                                                      | T9                     | 4wDM           | 610 mm (2 Fuß)           | 40S                                                                         | William Sinclair Horticulture Ltd | [ 3 ] |                     |
| 29           | 1988                                                      |                        |                | 1.067 mm (3 Fuß 6 Zoll)  | 60S                                                                         | Nigeria | [ 10 ] |                     |
| 30           | 1990                                                      | „Taffy“                | 0-4-0VBT VC    | 610 mm (2 Fuß)           |                                                                             | Alan Keef | De Winton Replika |                     |
| 31           | Chassis (AKL) 1990 Aufbau, Tender and Mechanik (RVM) 2012 | Princess Swee' Pea     | 0-6-0 DH s/o   | 260 mm (10,25 Zoll)      |                                                                             | Hastings Miniature Railway | Ursprünglich von Alan Keef Ltd konstruiert. Nur das vordere Chassis und die Rauchkammer sind erhalten.                                                           |                     |
| 32           |                                                           |                        |                |                          |                                                                             | | |                     |
| 33           |                                                           |                        |                |                          |                                                                             | | |                     |
| 34           | 1991                                                      |                        | 0-4-0DH s/o    |                          |                                                                             | Singapore Zoo Railway | Garden ornament |                     |
| 35           |                                                           |                        |                |                          |                                                                             | | |                     |
| 36           | 1990                                                      |                        |                | 1.067 mm (3 Fuß 6 Zoll)  | 60S                                                                         | Nigeria | [ 10 ] |                     |
| 37           | 1990                                                      |                        |                |                          | 85S                                                                         | Chemicals & Fertilisers of Port Harcourt, Nigeria | [ 10 ] |                     |
| 38           | 1991                                                      | „Trijntje“             | 0-4-0T OC      | 600 mm                   |                                                                             | Efteling Stoomtrein Maatschappij | De Efteling B.V. |                     |
| 39           | 1992                                                      | SIR WINSTON CHURCHILL  | 0-6-2DH s/o    | 381 mm (15 Zoll)         |                                                                             | Blenheim Park Railway | [ 3 ] |                     |
| 40           |                                                           |                        |                |                          |                                                                             | | |                     |
| 41           | 1992                                                      |                        | 0-6-2DH s/o    | 381 mm (15 Zoll)         |                                                                             | Haigh Railway | [ 3 ] |                     |
| 42           |                                                           |                        |                |                          |                                                                             | | |                     |
| 43           |                                                           |                        |                |                          |                                                                             | Guyana Sugar Corporation | [ 10 ] |                     |
| 44           | 1993                                                      |                        | 4wDH           | 914 mm (3 Fuß)           |                                                                             | Peatlands Park Railway | [ 3 ] |                     |
| 45           | 1993                                                      |                        | 4wDH           | 610 mm (2 Fuß)           |                                                                             | India | [ 8 ] |                     |
| 46           | 1993                                                      |                        | 4wDH           | 610 mm (2 Fuß)           |                                                                             | Woodhead Tunnel | [ 3 ] |                     |
| 47           | 1994                                                      | T5 SANDRA              | 4wDH           | 610 mm (2 Fuß)           |                                                                             | William Sinclair Horticulture Ltd | [ 3 ] |                     |
| 48           |                                                           |                        |                |                          |                                                                             | | |                     |
| 49           | 1994                                                      |                        | 4wDH           | 610 mm (2 Fuß)           |                                                                             | John Muir Country Park Railway | [ 3 ] |                     |
| 50           | 1994                                                      |                        | 4wDH           | 610 mm (2 Fuß)           |                                                                             | India | [ 8 ] |                     |
| 51           | 1995                                                      |                        | 0-6-2DH s/o    | 381 mm (15 Zoll)         |                                                                             | Cricket St Thomas Railway | [ 3 ] |                     |
| 52           | 1996                                                      | PAM                    | 0-4-0DH        | 381 mm (15 Zoll)         |                                                                             | Wotton Light Railway | [ 3 ] |                     |
| 53           |                                                           |                        |                |                          |                                                                             | | |                     |
| 54           | 1998                                                      | DENSIL                 | 0-6-0DH s/o    | 260 mm (10,25 Zoll)      |                                                                             | Wells Harbour Railway | [ 14 ] |                     |
| 55           | 1998                                                      |                        | 4wDH           | 1.067 mm (3 Fuß 6 Zoll)  |                                                                             | Walton Water Treatment Works 2010 verschrottet | [ 3 ] |                     |
| 56           |                                                           |                        |                |                          |                                                                             | | |                     |
| 57           |                                                           |                        |                |                          |                                                                             | | |                     |
| 58           |                                                           |                        |                |                          |                                                                             | | |                     |
| 59R          | 1999                                                      | 80 BEAUDESERT          | 4wDH           | 610 mm (2 Fuß)           | Motor Rail 101T018                                                          | Leighton Buzzard Light Railway | [ 3 ] [ 10 ] |                     |
| 60           | 2000                                                      | Edward Milner          | 0-6-0DH        | 311 mm (12,25 Zoll)      |                                                                             | Buxton Miniature Railway | [ 15 ] |                     |
| 61           | 2000                                                      | SIR WALTER RALEIGH     | 0-4-0DM s/o    | 457 mm (18 Zoll)         |                                                                             | Bicton Woodland Railway | [ 3 ] |                     |
| 62           | 2002                                                      | 4                      | 0-2-0+2wDH     | Lartigue-Einschienenbahn |                                                                             | Listowel and Ballybunion Railway | [ 3 ] |                     |
| 63           | 2001                                                      | JAMES GORDON           | 0-4-0DH s/o    | 610 mm (2 Fuß)           |                                                                             | Alford Valley Railway | [ 3 ] |                     |
| 64           | 2001                                                      | POMPEY                 | B-B DH         | 381 mm (15 Zoll)         |                                                                             | Wotton Light Railway | [ 3 ] |                     |
| 65           | 2001                                                      | MARGAM CASTLE          | 0-4-0DH s/o    | 610 mm (2 Fuß)           |                                                                             | Margam Country Park Railway | [ 3 ] |                     |
| 66           | 2002                                                      | 2 THE EARL OF OAKFIELD | 0-4-0DH        | 381 mm (15 Zoll)         |                                                                             | Difflin lake Railway | [ 3 ] |                     |
| 67           | 2003                                                      |                        | 4wBE           | 610 mm (2 Fuß)           |                                                                             | Llechwedd Slate Caverns | [ 3 ] |                     |
| 68           | 2003                                                      | 4 BELLA                | 0-4-0DH s/o    | 610 mm (2 Fuß)           |                                                                             | Cotswold Wild Life Park Railway | [ 3 ] |                     |
| 69R          | 2003                                                      | 9 MARK TIMOTHY         | 2-6-4T OC      | 381 mm (15 Zoll)         | Generalüberholte Winson 20                                                  | Bure Valley Railway | [ 3 ] |                     |
| 70           | 2004                                                      | LADY ALEXANDRA         | 0-4-0DH s/o    | 508 mm (20 Zoll)         |                                                                             | Great Woburn Railway | [ 3 ] |                     |
| 71           | 2004                                                      | „PUFFING BILLY“        | 4wG VC         | 1.435 mm                 | Replica of 1813 locomotive                                                  | Beamish Museum | [ 3 ] |                     |
| 72R          | 2004                                                      | 313                    | 4wBE           | 610 mm (2 Fuß)           | Generalüberholte Wingrove & Rogers 5568001                                  | Groudle Glen Railway | [ 3 ] |                     |
| 73           |                                                           |                        |                |                          |                                                                             | | |                     |
| 74           | 2005                                                      | HOWARD                 | 0-6-0DH s/o    | 260 mm (10,25 Zoll)      |                                                                             | Wells Harbour Railway | [ 16 ] |                     |
| 75R          | 2007                                                      | 2 BICTON               | 4wDH           | 457 mm (18 Zoll)         | Generalüberholte Ruston & Hornsby 213839                                    | Bicton Woodland Railway | [ 3 ] |                     |
| 76           |                                                           |                        |                |                          |                                                                             | | |                     |
| 77           | 2007                                                      | LYDIA                  | 2-6-2T OC      | 381 mm (15 Zoll)         |                                                                             | Perrygrove Railway | |                     |
| 78R          | 2007                                                      | 6                      | 4wDH           | 914 mm (3 Fuß)           | Generalüberholte Motor Rail 102T007                                         | Difflin Lake Railway | [ 3 ] |                     |
| 79           | 2007                                                      | 7 FLYNN                | 0-6-0DH        | 381 mm (15 Zoll)         |                                                                             | Longleat Light Railway | [ 3 ] |                     |
| 80           | 2007                                                      | BORIS                  | 0-6-0DH        | 260 mm (10,25 Zoll)      |                                                                             | Hotham Park Miniature Railway | [ 17 ] |                     |
| 81           |                                                           |                        |                |                          |                                                                             | | |                     |
| 82           |                                                           |                        |                |                          |                                                                             | | |                     |
| 83           | 2008                                                      | ERIC                   | 0-6-0DH        | 260 mm (10,25 Zoll)      |                                                                             | Lappa Valley Steam Railway | [ 18 ] |                     |
| 84           | 2008                                                      | SIR PETER GADSDEN      | 4wBE           | 610 mm (2 Fuß)           |                                                                             | Blists Hill Victorian Town | [ 3 ] |                     |
| 85R          | 2010                                                      | BUNTY                  | 2-6-2T+T OC    | 381 mm (15 Zoll)         | Baubeginn bei Neville Smith. Vollendet bei Alan Keef Ltd.                   | Heatherslaw Light Railway | [ 3 ] |                     |
| 86           | 2010                                                      | MERLIN                 | 0-4-0DH        | 610 mm (2 Fuß)           |                                                                             | Wicksteed Park Railway | [ 3 ] |                     |
| 87           |                                                           |                        |                |                          |                                                                             | | |                     |
| 88           |                                                           |                        |                |                          |                                                                             | | |                     |
| 89           |                                                           |                        |                |                          |                                                                             | | |                     |
| 90           |                                                           |                        |                |                          |                                                                             | | |                     |
| 91           |                                                           |                        |                |                          |                                                                             | | |                     |
| 92           |                                                           |                        |                |                          |                                                                             | | |                     |
| 93R          | 2013                                                      | „STEAMPLEX“            | 4wVBT          |                          | Generalüberholte Motor Rail 5877                                            | Groudle Glen Railway | [ 19 ] |                     |
| 94           | 2013                                                      | Winston                | 0-6-0DH        | 381 mm (15 Zoll)         |                                                                             | Blenheim Park Railway beim Blenheim Palace, in Oxfordshire, England. | [ 3 ] |                     |
| 60SD757      | 1986                                                      |                        |                | 1.067 mm (3 Fuß 6 Zoll)  | 60S                                                                         | Ghana Bauxite | Bestellt durch Ghana Bauxite von Simplex Mechanical Handling Ltd, aber von Alan Keef Ltd geliefert.                                                              |                     |
| 40SD530      | 1987                                                      |                        | 4wDM           | 825 mm (2 Fuß 8,5 Zoll)  | Motor Rail 40S                                                              | Volk’s Electric Railway | Ursprünglich von Butterley Building Materials Ltd bei Simplex Mechanical Handling Ltd bestellt, aber von Alan Keef Ltd geliefert.                                |                     |
| M001         | 1988                                                      |                        | 2a-2DH         | Monorail                 |                                                                             | Mrs. Whites Garden Ltd, Wiltshire | [ 3 ] |                     |
| M002         | 1989                                                      | M002 IVOR              | 2a-2DH         | Einschienenbahn          | Skip wagon                                                                  | Alan Keef Ltd | Stored |                     |
| M003         | 1989                                                      |                        | 2a-2DH         | Einschienenbahn          | Skip wagon                                                                  | Alan Keef Ltd | Stored |                     |
|              | 1977                                                      | PW 3 REDGAUNTLET       | 4wPM           | 381 mm (15 Zoll)         |                                                                             | Romney, Hythe and Dymchurch Railway | | [ 3 ]               |
|              | 1979                                                      | „Thomas“               | 4wVB VCG       | 610 mm (2 Fuß)           |                                                                             | Telford Development Corporation | An Telford Horsehay Steam Trust um 1987 |                     |
|              | 1988                                                      |                        | 4wDM           | 610 mm (2 Fuß)           | Generalüberholte Motor Rail 9932                                            | Chilmark Mine & Teffont Quarry | [ 3 ] |                     |
|              | 1988                                                      | 8                      |                | 610 mm (2 Fuß)           | Baguley 2w-2DM Railcar                                                      | Leighton Buzzard Light Railway | Umbau eines Schienenbusses in einen Beiwagen. |                     |
|              | 1993                                                      | 1 DROMAD               | 0-4-2T OC      | 914 mm (3 Fuß)           | Kerr Stuart 3024 Generalüberholung                                          | Cavan & Leitrim Railway | [ 3 ] |                     |
|              | 1995                                                      |                        | 2w-2DH Railcar | 914 mm (3 Fuß)           | Drewry Cars 1495 Generalüberholung                                          | Cavan & Leitrim Railway | [ 3 ] |                     |
|              | 1999                                                      | CHARLES                | 0-6-0DH s/o    | 260 mm (10,25 Zoll)      |                                                                             | Ferry Meadows Railway | [ 20 ] |                     |
|              | 2001                                                      | STEAM ELEPHANT         | 6wG            | 1435 mm                  | Gemeinschaftsprojekt mit Dorothea Restorations, Replika des Steam Elephant. | Beamish Museum | [ 3 ] |                     |
|              | 2004                                                      | COL. FREDERICK WYLIE   | 4wDH           | 610 mm (2 Fuß)           | Hunslet 9349 Generalüberholung                                              | Beeches Light Railway | [ 3 ] |                     |
|              | 2004                                                      | 3 ENTERPRISE           | 4wDH           | 914 mm (3 Fuß)           | Motor Rail 60S382 Generalüberholung                                         | Waterford & Suir Valley Railway | [ 3 ] |                     |
| E762         | 2012                                                      | „Lyn“ Replika          | 2-4-2T         | 600 mm                   |                                                                             | Lynton and Barnstaple Railway | Einzelne Komponenten und Zusammenbau der Replika einer Lokomotive von 1898                                                                                       |                     |